# Авилов, Евгений Васильевич
Евгений Васильевич Авилов (род. 29 мая 1968, Тула) — российский государственный и политический деятель, глава администрации Тулы с 19 декабря 2012 года по 26 сентября 2014 года. 29 октября 2014 года вновь был избран на должность главы администрации города на срок полномочий гордумы V созыва. 20 сентября 2019 года ушёл в отставку с данного поста.
Член Партии Единая Россия. Окончил Российскую академию предпринимательства по специальности менеджмент и Российскую Академию государственной службы при Президенте РФ по специальности государственное и муниципальное управление. Избирался депутатом Тульской городской Думы 2-го и 3-го созывов. В октябре 2009 года был избран депутатом Тульской областной Думы. С 2011 по 2012 год занимал пост мэра Тулы.

## Награды[6]
- Почётный знак администрации Пролетарского района «За заслугу перед районом»
- Почётная грамота администрации города Тулы
- Почётная грамота Тульской городской Думы
- Почётная грамота Главы города Тулы
- Почётная грамота администрации Тульской области
- Почётный знак «За заслуги перед городом» II и I степени
- Почётная грамота Тульской областной Думы
- Благодарность губернатора Тульской области
- Почетная грамота губернатора Тульской области
- Орден «За веру и верность»
- Серебряная медаль «За особый вклад в развитие Тульской области»
- Почетный знак «Серебряный знак – Депутат Тульской городской Думы»
- Благодарность Президента РФ В. В. Путина
- Благодарность Председателя Совета Федерации Федерального Собрания РФ В. И. Матвиенко